# Olympische Sommerspiele 1948/Leichtathletik – Hochsprung (Männer)

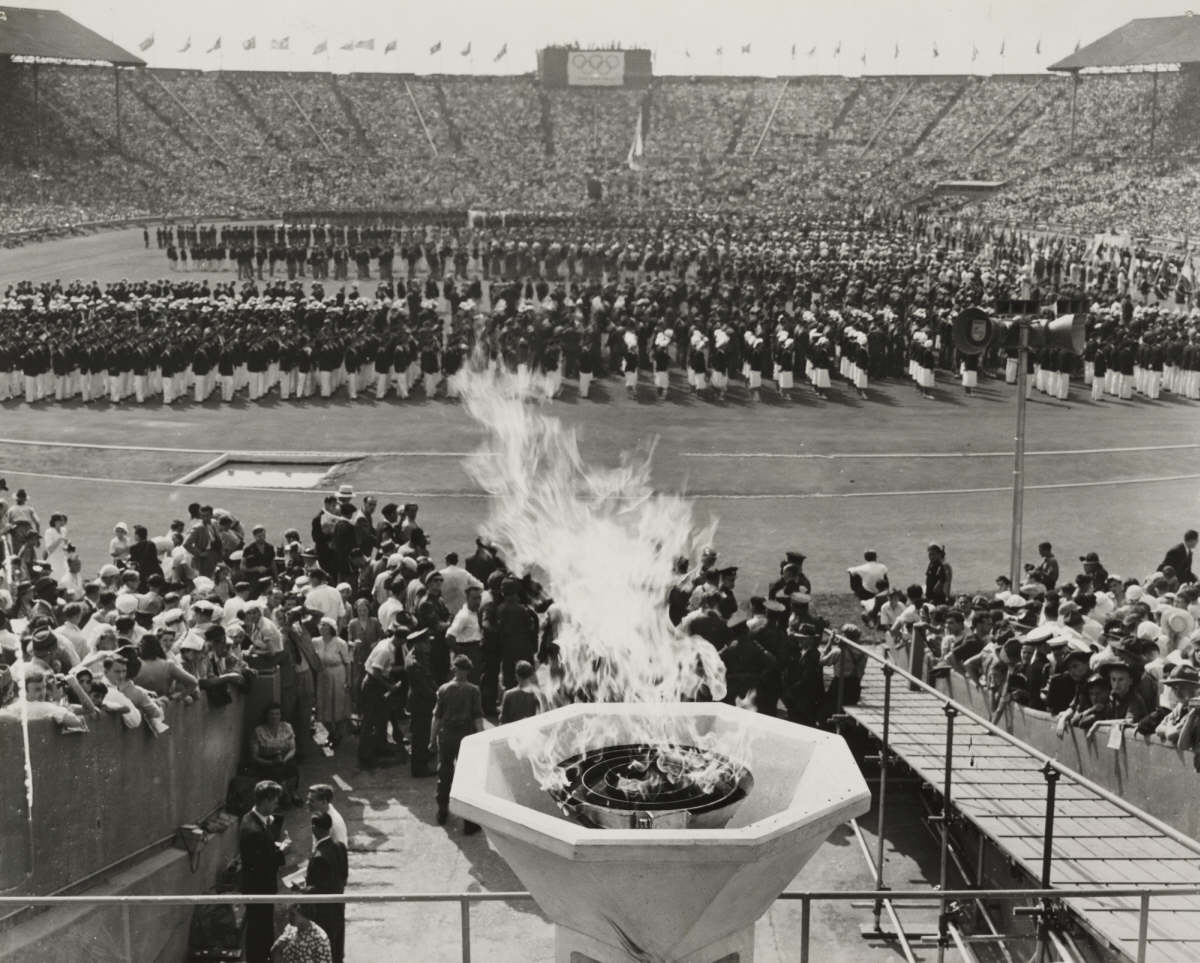
Eröffnungsfeier bei den Olympischen Spielen in London

Der Hochsprung der Männer bei den Olympischen Spielen 1948 in London wurde am 30. Juli 1948 im Wembley-Stadion ausgetragen. 27 Athleten nahmen teil. Zum ersten Mal entschied bei Olympischen Spielen die Anzahl der Fehlversuche bei gleicher Höhe über die Platzierung.
Olympiasieger wurde der Australier John Winter. Er gewann vor dem Norweger Bjørn Paulson und dem US-Amerikaner George Stanich.

## Bestehende Rekorde
| Weltrekord         | 2,11 m | Lester Steers ( USA)     | Los Angeles, USA                  | 17. Juni 1941  |
| Olympischer Rekord | 2,03 m | Cornelius Johnson ( USA) | Finale OS Berlin, Deutsches Reich | 2. August 1936 |

Der bestehende olympische Rekord wurde bei diesen Spielen nicht erreicht. Olympiasieger John Winter verfehlte diesen Rekord mit seinem besten Sprung um fünf Zentimeter.

## Durchführung des Wettbewerbs
Die Teilnehmer traten am 30. Juli zu einer Qualifikationsrunde an. Als Qualifikationshöhe waren 1,87 Meter gefordert. Alle zwanzig Springer, die diese Höhe schafften – hellblau unterlegt –, qualifizierten sich für das Finale am selben Tag.

## Qualifikation
30. Juli 1948, 11:00 Uhr

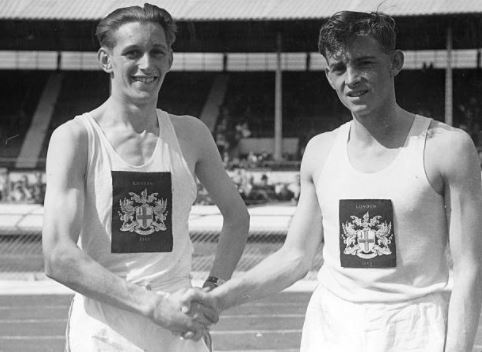
Ron Pavitt (rechts) reichten seine 1,80 m nicht zur Teilnahme am Finale

Die Anfangshöhe betrug 1,60 m. Weitere Versuche gingen über 1,70 m, 1,80 m, 1,84 m und 1,87 m. Die Versuchsserien der einzelnen Athleten sind nicht bekannt.
Mit Lloyd Valberg nahm erstmals ein Sportler aus Singapur an Olympischen Spielen teil.

Als erster Sportler aus Puerto Rico bei Olympischen Spielen trat Benjamín Casado an.
| Platz | Name                          | Nation         | Höhe   |
| ----- | ----------------------------- | -------------- | ------ |
| 1     | Adegboyega Folaranmi Adedoyin | Großbritannien | 1,87 m |
| 1     | Hércules Azcune               | Uruguay        | 1,87 m |
| 1     | Georges Damitio               | Frankreich     | 1,87 m |
| 1     | Dwight Eddleman               | USA            | 1,87 m |
| 1     | Bjørn Gundersen               | Norwegen       | 1,87 m |
| 1     | Kuuno Honkonen                | Finnland       | 1,87 m |
| 1     | Arthur Jackes                 | Kanada         | 1,87 m |
| 1     | Alfredo Jadresic              | Chile          | 1,87 m |
| 1     | Pierre Lacaze                 | Frankreich     | 1,87 m |
| 1     | Birger Leirud                 | Norwegen       | 1,87 m |
| 1     | Vern McGrew                   | USA            | 1,87 m |
| 1     | Nils Nicklén                  | Finnland       | 1,87 m |
| 1     | Alan Paterson                 | Großbritannien | 1,87 m |
| 1     | Bjørn Paulson                 | Norwegen       | 1,87 m |
| 1     | Gurnam Singh                  | Indien         | 1,87 m |
| 1     | George Stanich                | USA            | 1,87 m |
| 1     | Hans Wahli                    | Schweiz        | 1,87 m |
| 1     | Göran Widenfelt               | Schweden       | 1,87 m |
| 1     | Lloyd Valberg                 | Singapur       | 1,87 m |
| 1     | John Winter                   | Australien     | 1,87 m |
| 21    | Arne Åhman                    | Schweden       | 1,84 m |
| 21    | Claude Bénard                 | Frankreich     | 1,84 m |
| 21    | Benjamín Casado               | Puerto Rico    | 1,84 m |
| 21    | Ioannis Lambrou               | Griechenland   | 1,84 m |
| 21    | Pedro Listur                  | Uruguay        | 1,84 m |
| 21    | Arnulf Pilhatsch              | Österreich     | 1,84 m |
| 27    | Ron Pavitt                    | Großbritannien | 1,80 m |

## Legende
Kurze Übersicht zur Bedeutung der Symbolik – so üblicherweise auch in sonstigen Veröffentlichungen verwendet:
| o | übersprungen             |
| x | ungültig                 |
| ? | Versuchsablauf unbekannt |

## Finale
30. Juli 1948, 16:30 Uhr
Anmerkung:

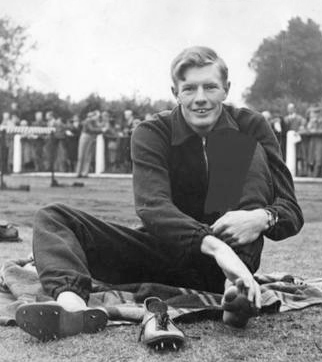
Olympiasieger John Winter

Ab Rang neun sind die Versuchsserien über die Sprunghöhe von 1,87 m nicht bekannt. Nur die Bestleistung ist erfasst.
| Platz | Name                          | Nation         | Resultat | 1,87 m | 1,90 m | 1,95 m | 1,98 m |
| ----- | ----------------------------- | -------------- | -------- | ------ | ------ | ------ | ------ |
| 1     | John Winter                   | Australien     | 1,98 m   | o      | o      | xo     | o      |
| 2     | Bjørn Paulson                 | Norwegen       | 1,95 m   | o      | o      | o      | xxx    |
| 3     | George Stanich                | USA            | 1,95 m   | o      | o      | xxo    | xxx    |
| 4     | Dwight Eddleman               | USA            | 1,95 m   | o      | xo     | xxo    | xxx    |
| 5     | Georges Damitio               | Frankreich     | 1,95 m   | o      | xxo    | xxo    | xxx    |
| 6     | Arthur Jackes                 | Kanada         | 1,90 m   | o      | o      |        |        |
| 7     | Alan Paterson                 | Großbritannien | 1,90 m   | xo     | xo     |        |        |
| 7     | Hans Wahli                    | Schweiz        | 1,90 m   | xo     | xo     |        |        |
| 9     | Alfredo Jadresic              | Chile          | 1,90 m   | ?      | xxo    |        |        |
| 9     | Pierre Lacaze                 | Frankreich     | 1,90 m   | ?      | xxo    |        |        |
| 9     | Göran Widenfelt               | Schweden       | 1,90 m   | ?      | xxo    |        |        |
| 12    | Adegboyega Folaranmi Adedoyin | Großbritannien | 1,90 m   | ?      | xxo    |        |        |
| 13    | Birger Leirud                 | Norwegen       | 1,90 m   | ?      | xxo    |        |        |
| 14    | Hércules Azcune               | Uruguay        | 1,87 m   | ?      |        |        |        |
| 14    | Lloyd Valberg                 | Singapur       | 1,87 m   | ?      |        |        |        |
| 16    | Vern McGrew                   | USA            | 1,87 m   | ?      |        |        |        |
| 17    | Kuuno Honkonen                | Finnland       | 1,87 m   | ?      |        |        |        |
| 18    | Gurnam Singh\|                | Indien         | 1,87 m   | ?      |        |        |        |
| NM    | Bjørn Gundersen               | Norwegen       | ogV      | xxx    |        |        |        |
| NM    | Nils Nicklén                  | Finnland       | ogV      | xxx    |        |        |        |

Ins Finale der ersten Leichtathletikentscheidung bei den Männern zogen zwanzig Athleten ein, die die geforderte Qualifikationshöhe gemeistert hatten. Zum ersten Mal bei Olympischen Spielen kam die Mehrversuchsregel zur Anwendung, sodass die bisher üblichen Stechen bei gleicher Höhe entfielen.
Die US-Amerikaner waren die klaren Favoriten für diesen Wettbewerb, doch nur George Stanich schaffte es in die Medaillenränge. Der US-Coach Dean Cromwell machte die schlechte Anlage für das schwache Abschneiden seiner Athleten verantwortlich. Alle Springer mit Anlauf von der Seite seien wegen des dort sehr rutschigen Bodens benachteiligt. Der Australier John Winter, der von vorne anlief, hatte allerdings ein anderes außerordentliches Handicap. Wegen einer Rückenverletzung hatten ihm die Ärzte abgeraten, überhaupt teilzunehmen. Winter ging dennoch an den Start, übersprang als einziger 1,98 m und gewann die Goldmedaille. Der Norweger Bjørn Paulson überraschte mit seiner Silbermedaille alle Fachleute.
Winter war der letzte Olympiasieger, der im Schersprung zur Goldmedaille sprang.
Winter und Paulson gewannen die jeweils ersten Hochsprungmedaillen für ihre Länder.

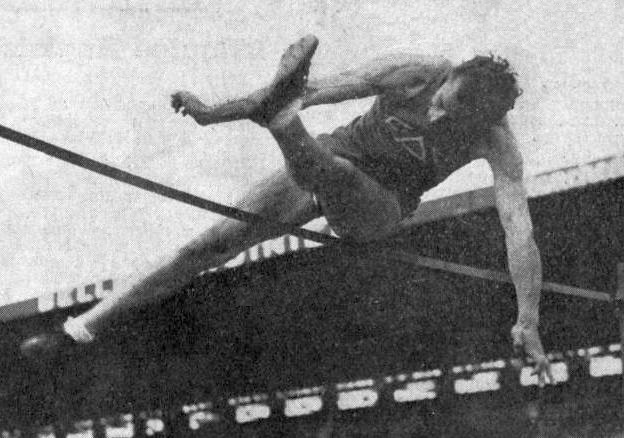
Georges Damitio belegte Rang fünf
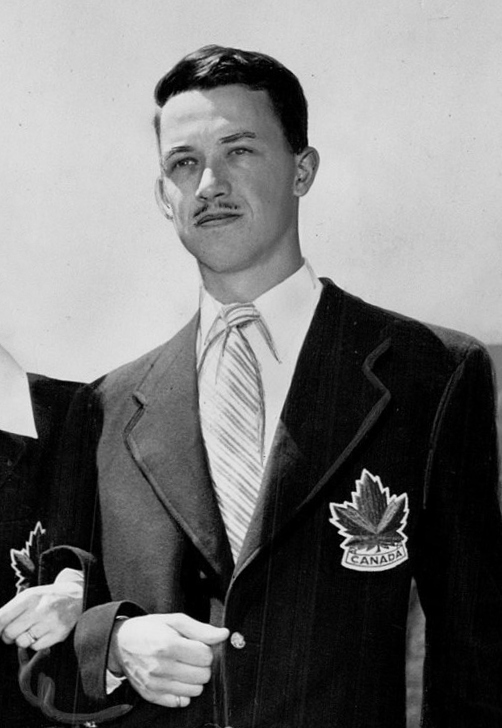
Arthur Jackes kam auf den sechsten Platz
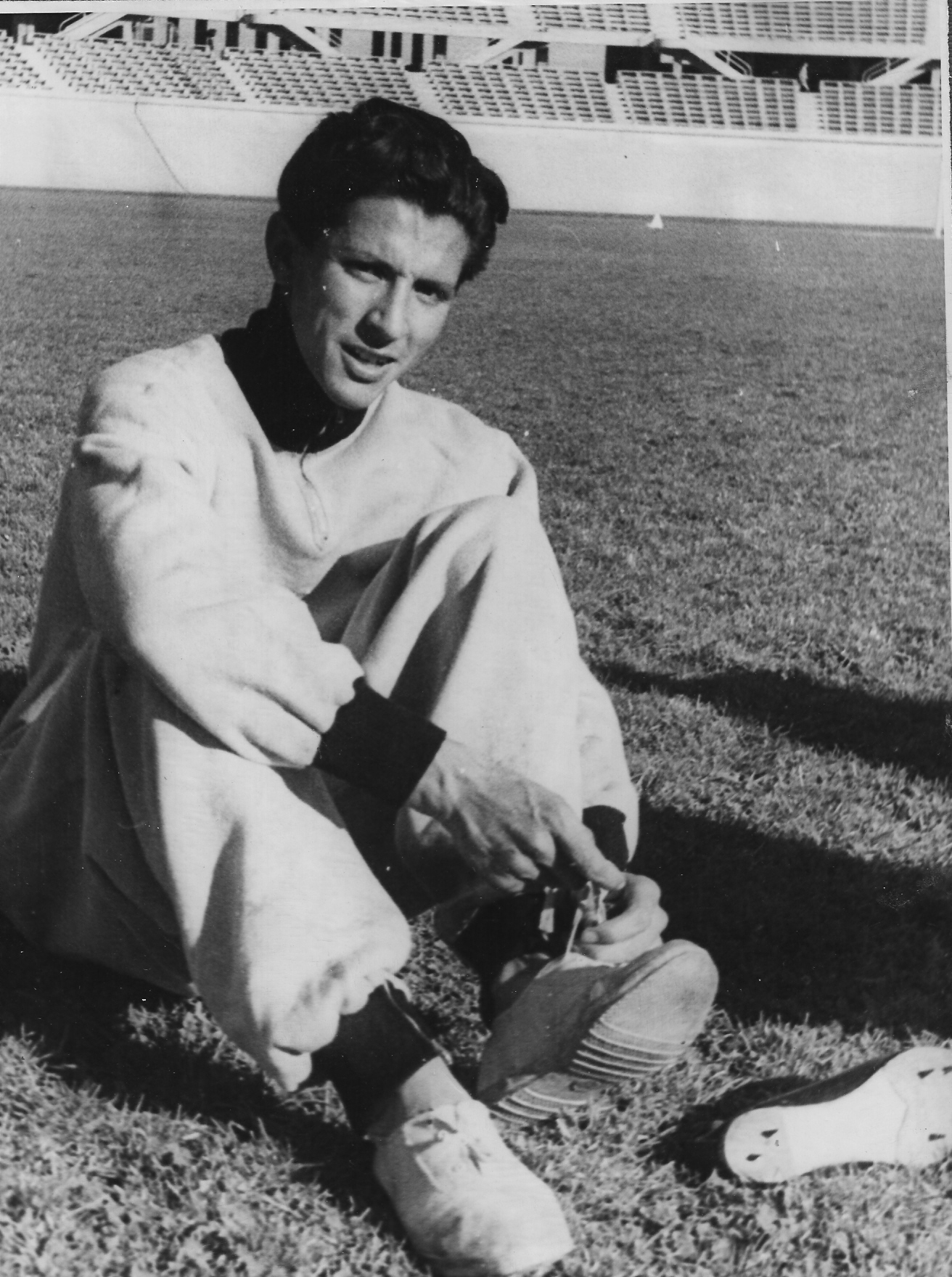
Alfredo Jadresic erreichte den geteilten Platz neun